# شنل‌قرمزی ۲
خیلی فریب‌خورده! هود علیه شیطان (انگلیسی: Hoodwinked Too! Hood vs. Evil) که در ایران با نام شنل قرمزی ۲ توزیع شده‌است، فیلمی در ژانر کمدی است که در سال ۲۰۱۱ منتشر شد.
داستان این فیلم به نوعی ادامهٔ داستان فیلم شنل قرمزی (فیلم ۲۰۰۵) (فریب‌خورده - Hoodwinked) است.

## بازیگران
- هایدن پانتیر
- گلن کلوز
- مارتین شورت
- پاتریک واربرتون
- جون کیوسک
- بیل هادر
- امی پولر
- چیچ مارین
- تامی چونگ
- دیوید اوگدن استایرس